# Epimènides de Creta
Epimènides (en grec antic Ἐπιμενίδης Epimenides) va ser un poeta i profeta de Creta nascut a Festos cap al segle vii aC, fill de Dosíades o Agesarces. L'esmenta Diògenes Laerci.
Fou molt anomenat al seu temps i va ser considerat el fundador de l'orfisme. La seva vida està envoltada de llegendes, i es diu que era fill d'una nimfa. Va viure part de la seva vida a Cnossos. La llegenda diu que fou enviat pel seu pare a buscar menjar i es va aturar en una cova i allí es va quedar dormit i va romandre així 57 anys; en tornar a casa ho va trobar tot canviat, i el seu germà petit ja era un home gran. Durant el temps que va estar dormint, les nimfes van dotar-lo del do de l'endevinació. L'escriptor hel·lenístic Demetri de Magnèsia diu que Epimènides rebia el menjar de les nimfes, i que era un asceta.
Per la seva fama de savi fou convidat a visitar Atenes, i la data del seu viatge es pot fixar el 596 aC on va fer uns ritus que van posar fi a una plaga. Va deixar anar des de l'Areòpag algunes ovelles blanques i negres, permetent que agafessin qualsevol camí, però que allà on s'aturessin, havien de ser sacrificades al déu més proper. La pesta es va acabar així que ho van fer. Els atenesos van voler pagar els seus serveis, però Epimènides no va voler acceptar cap present, només una branca d'oliver sagrat. Era llavors ja gran i va morir després de la seva tornada a Cnossos, i el seu cos va ser traslladat a Esparta seguint les recomanacions d'un oracle. La llegenda diu que va morir molt vell (entre 154 i 299 anys). Alguns texts el col·loquen entre els set savis de Grècia. Plutarc el fa amic de Soló amb el que va compartir idees sobre la legislació a establir a Grècia. Amb les reformes que Epimènides va proposar, els funerals dels atenencs van ser més moderats i es van suprimir diversos ritus "agressius i bàrbars" que practicaven algunes dones. Plató diu que Epimènides va arribar a Grècia deu anys abans de les guerres mèdiques i que en veure la por que tenien els atenencs d'un atac de l'Imperi Aquemènida, els va dir que aquests no vindrien abans de deu anys, i que quan arribessin no aconseguirien res, i rebrien moltíssims danys.
Probablement fou una persona intel·ligent vinculada a funcions sacerdotals no conegudes en lloc més, i molt coneixedor de les propietats de les plantes. Sembla que va ser un purificador d'ànimes i objectes inanimats. Aristòtil diu que era un endeví que no pronosticava coses futures, sinó els fets passats que havien quedat ocults.
Després de la seva mort es van trobar a la seva pell gran quantitat de tatuatges, cosa que va fer dubtar d'ell com a profeta, ja que només es tatuaven els esclaus. Però s'imposava el tatuatge als servidors dels déus en diversos pobles veïns de Grècia. Cap al segle VII aC Grècia va començar a comerciar amb els pobles de la mar Negra, que van introduir a Atenes per primera vegada una cultura religiosa on el xamanisme tenia molta importància. Els xamans portaven tatuatges al seu cos.
Una sèrie d'obres en prosa i vers li són atribuïdes. Laerci li atribueix una obra en prosa sobre sacrificis i una altra sobre la constitució política de les ciutats de Creta, i una carta de la constitució de Minos que hauria dirigit a Soló d'Atenes que Demetri de Magnèsia va demostrar falsa per estar escrita en àtic modern, posterior al seu temps.
Se li atribueixen les poesies Χρησμό i Καθαρμοί, però en canvi Γένεσις καί Θεογονία, Curetes i Corybantes en 5.000 versos, l'èpica de Jàson i els Argonautes en 6.500 vers i l'èpica Minos i Radamant en 4.000 verses són dubtosament seves encara que Diògenes Laerci les hi atribueix. La Suda descriu desordenadament la major part dels fragments que se'n conserven.